# Marcos António Portugal

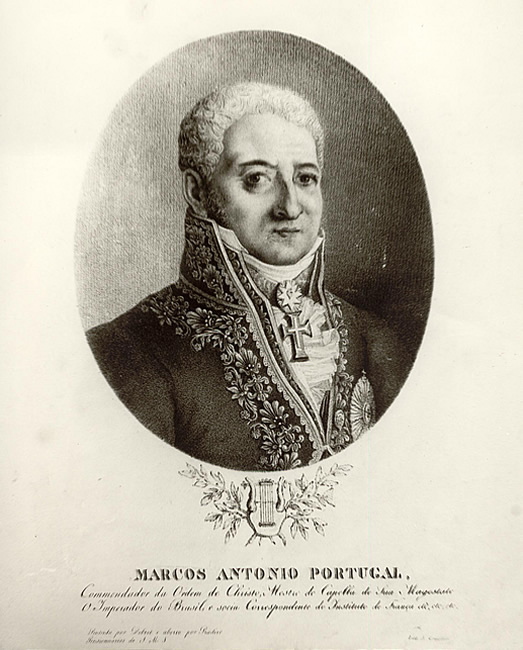
Marcos António Portugal

Marcos António da Fonseca Simao, bekannt unter dem Namen Marcos António Portugal (* 24. März 1762 in Lissabon; † 7. Februar 1830 in Rio de Janeiro) war ein portugiesischer Komponist von Opern und Kirchenmusik der Klassik.

## Leben
Marcos António Portugal studierte ab 1771 bei João de Sousa Carvalho am Seminário Patriarcal in Lissabon Komposition, Gesang und Orgel. 1783 wurde Portugal als Organist und Komponist am Seminário Patriarcal in die Bruderschaft de Santa Cecilia aufgenommen. In dieser Zeit begann seine langjährige Verbindung mit dem portugiesischen Königshaus, für dessen Kapellen er seine zahlreichen sakralen Kompositionen schuf. Portugal wurde 1785 als Kapellmeister am Lissabonner Teatro do Salite eingestellt und komponierte für dieses Theater eine Reihe von Farsas und Intermezzos bis zum Jahr 1792, als er zum Zwecke der Vertiefung seiner Opernpraxis nach Neapel reiste, dort aber rasch selbst komponierte und mit der Opera buffa „La confusione della somiglianza“ einen schnellen Erfolg erringen konnte. Danach konnte er verschiedene Buffo-Opern und Farcen in Italien und dem sonstigen Europa erfolgreich zu Aufführung bringen, während seine Anstrengungen im Bereich der Opera seria weniger positiv aufgenommen wurden.
Im Jahre 1800 kehrte er endgültig nach Lissabon zurück und wurde dort als Direktor des Teatro Nacional de São Carlos eingestellt. Er teilte sich diese Position von 1803 bis 1807 mit Valentino Fioravant, der für Buffo-Opern zuständig war, während Portugal, mit einer eigenen Operntruppe, für den Bereich der Seria die Verantwortung hatte. Dies erklärt, dass er in dieser Zeit zwölf opere serie schrieb, aber nur eine buffa, wobei ausschließlich die letztere eine größere Popularität, auch außerhalb Portugals, erlangen konnte.
Im Jahr 1807 als der Prinzregent und spätere König Johann VI. seinen Hof in den Palast von Mafra verlegte, schuf Portugal ungewöhnlich viele geistliche Kompositionen, die für Aufführungen in der Palastbasilika, mit ihren sechs Orgeln gedacht waren. Als Napoléon Bonaparte im November 1807 in Lissabon einmarschierte, blieb Portugal in der Stadt. Anlässlich des Geburtstages des Kaisers, wurde eine überarbeitete Fassung seiner Oper Demofoonte gegeben, die 1797 erstmals in Mailand aufgeführt wurde.
1811 schiffte er sich nach Rio de Janeiro ein, wo die königliche Familie seit 1808 lebte. Er erhielt die Anstellung als königlicher Hofkomponist und wurde Musiklehrer der Kinder des Prinzen. 1815 reiste Portugal nach Mailand, wo zu Karneval seine Oper Adriano in Siria gegeben wurde. Als der Hof 1821 nach Lissabon zurückkehrte, blieb Portugal in den Diensten seines Schülers, dem späteren Kaiser Peter I. von Brasilien. Nach 1825 komponierte er, bis auf wenige bekannt gewordene sakrale Werke nicht mehr.

## Werk
Portugal komponierte im Laufe seiner Karriere mehr als 40 Werke für Bühne und Musik, unter denen von der reinen Anzahl her betrachtet keine Gattung besonders hervorsticht: Viele farsas, dramma giocoso, per musica und serio, aber auch Intermezzos sind vertreten. Sein Ruhm schien sich allerdings vor allem auf seine komischen Werke zu beschränken.
Stilistisch schuldet Portugal viel der bewährten neapolitanischen Tradition von Cimarosa und anderen, der er eng verhaftet ist, die aber zu jener Zeit ein gewisses konservatives Element darstellt.

## Werke (Auswahl)

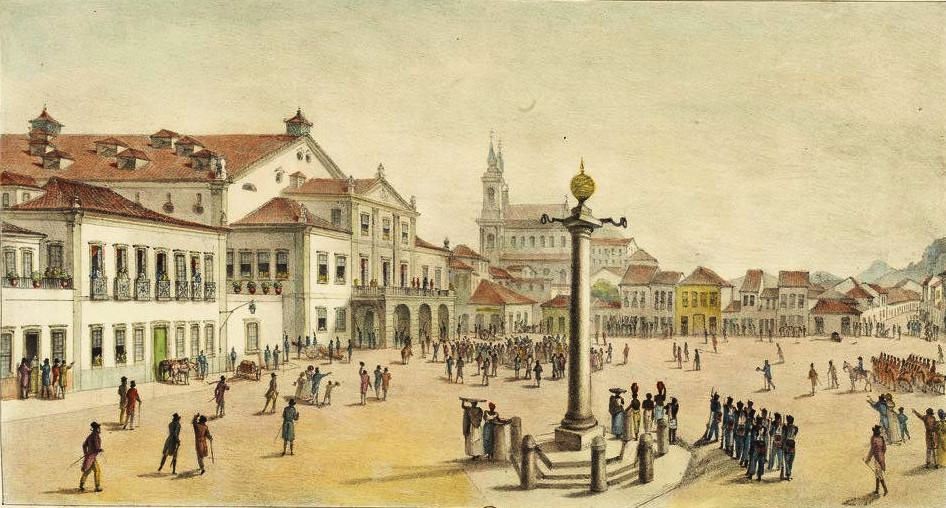
Teatro Real de São João in Rio de Janeiro, erbaut 1813 nach dem Ebenbild des Teatro Nacional de São Carlos in Lissabon. Gemälde von Jean Baptiste Debret

| Werk                                              | Uraufführung         | Gattung                  | Librettist              |
| ------------------------------------------------- | -------------------- | ------------------------ | ----------------------- |
| O lunático iludido                                | Lissabon, 1791       | dramma [giocoso]         | Carlo Goldoni           |
| La confusione della somiglianza                   | Florenz, 1793        | dramma giocoso           | Cosimo Mazzini          |
| Demofoonte                                        | Mailand, 1794        | dramma per musica        | Pietro Metastasio       |
| Lo spazzacamino principe                          | Venedig, 1794        | commedia con musica      | Giuseppe Maria Foppa    |
| La donna di genio volubile                        | Venedig, 1796        | dramma giocoso           | Giovanni Bertati        |
| Le donne cambiate                                 | Venedig, 1797        | farsa                    | Giuseppe Maria Foppa    |
| Non irritar le donne                              | Venedig, 1798        | farsa                    | Giuseppe Maria Foppa    |
| La pazza giornata, ovvero Il matrimonio di Figaro | Venedig, 1799        | dramma comico per musica | Gaetano Rossi           |
| L’oro non compra amore                            | Lissabon, 1804       | dramma giocoso           | Giuseppe Caravita       |
| Artaserse                                         | Lissabon, 1806       | dramma serio             | Pietro Metastasio       |
| A saloia namorada                                 | Rio de Janeiro, 1812 | farsa                    | Domingos Caldas Barbosa |